# Batalla de Helsinki
La Batalla de Helsinki fue una batalla entablada en el marco de la Guerra Civil finlandesa(1918) que tuvo lugar desde el 12 hasta 13 de abril entre la Guardia Blanca y las tropas del Imperio Alemán contra la Guardia Roja en Helsinki, Finlandia. Esta batalla constituye una de las tres grandes batallas urbanas de la Guerra Civil finlandesa, junto con las de Tampere y Víborg.

## La batalla
En principio, los blancos, liderados por Carl Gustaf Emil Mannerheim, pretendían atacar la ciudad, que había estado bajo el control de la Guardia Roja durante 11 semanas desde el comienzo de la guerra, el 6 de abril por sí mismos después de la caída de Tampere. Sin embargo, las tropas alemanas optaron por tomar Helsinki lo más rápido posible. De este modo, podrían avanzar hacia el este, donde estaba la frontera con Rusia (RSFSR) para así presionar a los rusos en otro frente.
La División alemana del Mar Báltico desembarcó sus tropas en Finlandia el 3 de abril, tras haber tomado el archipiélago Åland el mes anterior en preparación de la intervención alemana en la guerra civil. La división entró en Helsinki ocho días después. En el centro de la ciudad, los defensores rojos no disponían de líneas defensivas ni barricadas, sino que luchaban dentro de edificios y bloques individuales, por lo que los alemanes tuvieron que tomar la ciudad edificio por edificio. Durante la batalla, la vida en Helsinki siguió como de costumbre. Las tiendas y los restaurantes estaban abiertos, el transporte público seguía circulando y las fábricas estaban en funcionamiento. Algunos viandantes curiosos deambulaban tan cerca de los enfrentamientos que los alemanes tuvieron que decirles que evitaran acercarse. Los partidarios blancos (la mayoría clandestinos) los consideraron libertadores y algunos les entregaron flores, té, café y bocadillos para comer, entre otras cosas.
Cerca de 500 personas perdieron la vida durante la batalla. El número incluye alrededor de 400 combatientes de la Guardia Roja que murieron en acción o fueron ejecutados después de la capitulación, además de 54 alemanes y 23 miembros de la Guardia Blanca. El número de rojos ejecutados no está del todo claro, pero se estima una cantidad de entre 20 y 50. Después de la batalla, fueron arrestados entre 4.000 y 6.000 miembros o simpatizantes de la Guardia Roja.

## Las unidades
La División del Mar Báltico, que contaba con 10.000 hombres en total, atacó Helsinki con 6.000 hombres, incluidos dos regimientos de infantería, un batallón jäger, una batería de artillería y algunas tropas de apoyo. La Marina Imperial alemana desembarcó 400 infantes de marina en el distrito de Katajanokka, donde ingresaron al centro y se unieron a la División Báltica. Los alemanes contaron con el apoyo de 2.000 miembros de la Guardia Blanca de Helsinki, los cuales habían estado activos en la clandestinidad durante el control rojo de la ciudad. No obstante, los blancos no tuvieron ningún papel importante ya que se incorporaron a la batalla al final de esta.
Las unidades de la Guardia Roja que defendían Helsinki estaban compuestas principalmente por reservas sin experiencia. En ese momento, las principales fuerzas de combate de la Guardia Roja de Helsinki luchaban en el Frente de Tavastia. La Guardia Roja estaba dirigida por el albañil Edvard Nyqvist, que se había desempeñado como jefe de la milicia de la ciudad, y el trabajador industrial Fredrik Edvard Johansson porque el estado mayor de la Guardia Roja, así como el Gobierno Rojo, habían abandonado la metrópolis el 8 de abril y huyeron a la ciudad de Víborg (Viipuri) en el este de Finlandia, cerca de la frontera con Rusia. En la defensa de Helsinki había algunas tropas rusas que apoyaban a los rojos en la ciudad, aunque según el Tratado de Brest-Litovsk, firmado entre la Rusia soviética y las potencias centrales, no pudieron participar en la batalla.

## Batalla fuera de Helsinki
La División del Mar Báltico aterrizó en Hanko, 120 kilómetros al oeste de Helsinki, el 3 de abril y comenzó a marchar hacia el este, en dirección a la capital. La primera batalla entre las tropas alemanas y los rojos finlandeses se libró tres días después en la ciudad de Karis . Los alemanes perdieron nueve hombres pero tomaron este importante cruce ferroviario, luego cercaron la ciudad mediante el Ferrocarril Costero y la autopista Turku-Helsinki. Después de combates aislados en Lohja y Kirkkonummi, los alemanes finalmente entraron en primer plano del Krepost Sveaborg, un sistema de fortificaciones construido por los rusos alrededor de Helsinki, en el pueblo de Leppävaara de Espoo, a 10 kilómetros al oeste de Helsinki. La batalla de Leppävaara se libró el 11 de abril. Los alemanes atacaron los puestos defensivos rojos y fueron obligados a retirarse. Las pérdidas del Gobierno Rojo fueron de 13 hombres, mientras que los alemanes solo tuvieron dos muertos en acción. Cuando los rojos se retiraron, los alemanes tenían vía libre hacia los suburbios de Helsinki.
A la mañana siguiente, el general Rüdiger von der Goltz ordenó a un grupo de 500 hombres que atacaran Tikkurila, 16 kilómetros al norte de Helsinki, para cortar la vía férrea Helsinki-Riihimäki y sellar la salida de la ciudad. Los alemanes lucharon contra los miembros locales de la Guardia Roja que se defendieron desde sus propias casas y patios con el apoyo de un tren blindado. La División del Mar Báltico finalmente tomó la estación de tren de Tikkurila a las 5 de la tarde y pronto entró en la estación de tren de Malmi, 3 kilómetros al sur de Tikkurila. Los rojos , quienes estaban mal equipados, tuvieron 25 bajas en Tikkurila, según algunas fuentes incluso 100, mientras que los alemanes solo dos.

## Ataque a la ciudad

### Batalla en los suburbios
La División del Mar Báltico entró en los suburbios del norte de Pikku Huopalahti y Meilahti en la madrugada del 12 de abril. Las tropas marcharon hacia el centro de la ciudad por la carretera de Turku, que hoy se conoce como Mannerheimintie, la calle principal de Helsinki. Los primeros enfrentamientos se libraron alrededor de las 6 de la mañana en las colinas rocosas de Tilkka, que los alemanes tomaron tres horas después. La siguiente línea defensiva estaba solo medio kilómetro más adelante. Cuando los alemanes atravesaron la segunda línea alrededor de las 10 a. m., los rojos atacaron su flanco izquierdo desde el área de Pasila. Después de dos horas de lucha, los alemanes hicieron retroceder a los rojos y tomaron la estación de tren de Pasila, ubicada a tres kilómetros al norte de la estación de tren de Helsinki. Ahora por fin podían entrar en la ciudad.

### Batalla en la ciudad
A las 13:30 los alemanes llegaron al distrito de Töölö. Cuando los rojos lograron detener a las tropas invasoras, el coronel alemán Hans von Tschirschky und Bögendorff formó dos unidades. Una unidad continuó el ataque a lo largo de la carretera principal mientras que la otra evitó pasar por esta vía a través del distrito de Hietalahti hacia las partes del sur de la ciudad. A la misma hora, un tercer pelotón ingresaba a la ciudad desde Pasila por la vía férrea. En el Museo Nacional, los alemanes fueron alcanzados por un intenso fuego alrededor de las 4 p. m. El tiroteo provino de la guarnición de Turku, que estaba ubicado cerca del actual edificio Lasipalatsi. Los alemanes ahora tenían que evadir la guarnición de Turku desde el oeste a lo largo de la calle Fredrikinkatu del distrito de Kamppi . Posteriormente, la guarnición fue tomada incendiando el edificio.
A las 17:30 los alemanes llegaron a la plaza Erottaja donde tomaron el Teatro Sueco utilizando a Guardias Rojos que se habían rendido como escudos humanos. Otro caso conocido en el que los alemanes usaron un escudo humano fue más tarde esa misma noche cuando marcharon sobre el puente Pitkäsilta detrás de 300 rojos capitulados. Según un oficial alemán, entrevistado por un periodista finlandés, habían aprendido el método de los británicos. En ese momento, también hubo duros combates en la estación de tren de Helsinki, así como en el cercano distrito de Kluuvi. Un escuadrón de infantes de marina de la Armada alemana aterrizó en Katajanokka a las 7 de la mañana y pronto ingresó al distrito de Kruununhaka .
A la mañana siguiente, los alemanes atacaron el cuartel general de la Guardia Roja, en el edificio Smolna en el barrio de Kaartinkaupunki. Los 400-500 rojos que defendían el edificio capitularon a las 7 a. m. Los rojos restantes se encontraban en los distritos obreros del norte de Kallio y Hakaniemi, donde se dirigía el fuego de artillería pesada. Entre otros edificios, la Casa de los Trabajadores, lugar donde se solían celebrar conferencias para la clase trabajadora, sufrió graves desperfectos. Finalmente, a las 2 de la tarde, se izó una bandera blanca en la torre de la iglesia del Kallio y la batalla terminó.

## Consecuencias y conmemoración

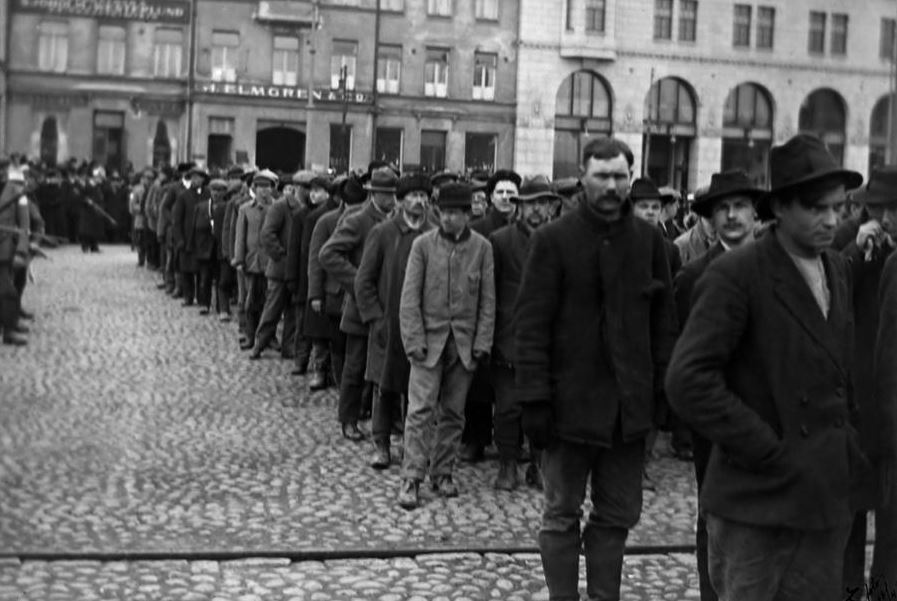
Simpatizantes de la Guardia Roja capturados.

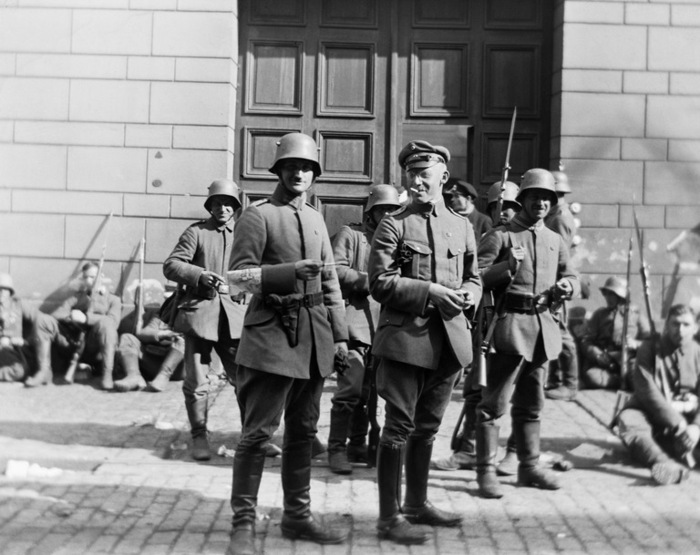
Oficiales de la División del Mar Báltico frente al edificio Smolna después de que sus tropas tomaran el cuartel general de la Guardia Roja en Helsinki.

Después de la batalla, entre 4000 y 6000 simpatizantes de la Guardia Roja fueron arrestados y trasladados al campo de prisioneros de Helsinki en las islas Suomenlinna. A lo largo de la batalla, más de 10.000 rojos junto con sus familias huyeron de Helsinki, aunque no duraron mucho, puesto que la fueron capturados después de la Batalla de Lahti cuando decenas de miles de refugiados rojos cayeron en manos de alemanes y blancos. Al contrario de lo que sucedió con las ciudades de Tampere y Víborg, no hubo ejecuciones masivas en Helsinki. Probablemente esto se debe a que los alemanes intercedieron por los combatientes capturados, de modo que impidieron que los blancos mataran a sus prisioneros. Sin embargo, aunque no se produjeron ejecuciones masivas, más de 1.400 prisioneros rojos murieron en el campo de prisioneros de Helsinki debido a las ejecuciones que se produjeron, el hambre y las enfermedades en el verano de 1918.